# Coefficient de Tiffeneau
Le coefficient de Tiffeneau, ou rapport de Tiffeneau-Pinelli, est un rapport obtenu par exploration fonctionnelle respiratoire. Il permet d'évaluer le degré d'obstruction bronchique dans le cadre de maladies respiratoires telles que la BPCO ou l'asthme.

Il est égal au rapport :

où VEMS est le volume maximal expiré pendant la première seconde d'une expiration forcée, et CVF la capacité vitale forcée.
Depuis la conférence GOLD en 2001 (conférence de consensus sur le diagnostic, le traitement et la prévention de la bronchopneumopathie chronique obstructive), le coefficient de Tiffeneau est considéré comme anormal lorsqu'il est inférieur à 70 %.